# Правда и последствия
Правда и последствия (англ. Truth or Consequences, N. M.) — американская лента 1997 года.

## Сюжет
Рэймонд Лембек выходит из тюрьмы после отбывания срока за сбыт наркотиков. Его бывший босс дает ему незначительную работу на складе, он решает отомстить ему, похитив значительную сумму денег. Ограбление Рэймонд планирует с Маркусом Винсом и Кертисом Фрели. Во время совершения преступления они убивают агента Управления по борьбе с наркотиками, а сами сбегают в Лас-Вегас, чтобы избавиться от награбленного.